# AKB48チーム8のこれを聴かんと眠れんよぉ〜!!
「AKB48チーム8のこれを聴かんと眠れんよぉ〜!!」（エーケービーフォーティエイトチームエイトのこれをきかんとねむれんよぉ〜!!）は、2017年7月7日から2021年3月26日まで四国放送ラジオで放送され、AKB48チーム8の四国エリアメンバーがレギュラー出演していたラジオ番組。

## 概要
四国放送制作で、毎週金曜日23時 - 23時15分に、西日本放送で毎週火曜日23時30分 - 23時45分に1週間遅れでそれぞれ放送していた番組である。
AKB48チーム8の冠番組であり、AKB48およびチーム8が四国地方で冠番組を持つのは当番組が初めてであった。
チーム8メンバー（四国エリアメンバー）が、交代でパーソナリティーを担当していた。

## 出演メンバー
| 年     | 月     | メインＭＣ             | メインＭＣ             | メインＭＣ           | メインＭＣ             |
| ------ | ------ | ---------------------- | ---------------------- | -------------------- | ---------------------- |
| 2017年 | 7・8月 | 香川県代表・行天優莉奈 | 高知県代表・廣瀬なつき |                      |                        |
|        | 9月    | 香川県代表・行天優莉奈 | 愛媛県代表・高岡薫     |                      |                        |
|        | 10月   | 香川県代表・行天優莉奈 | 愛媛県代表・高岡薫     | 徳島県代表・春本ゆき | 高知県代表・廣瀬なつき |
|        | 11月   | 徳島県代表・春本ゆき   | 高知県代表・廣瀬なつき |                      |                        |
|        | 12月   | 徳島県代表・春本ゆき   | 愛媛県代表・高岡薫     |                      |                        |
| 2018年 | 1月    | 徳島県代表・春本ゆき   | 高知県代表・廣瀬なつき | 徳島県代表・春本ゆき | 香川県代表・行天優莉奈 |
|        | 2月    | 徳島県代表・春本ゆき   | 香川県代表・行天優莉奈 | 徳島県代表・春本ゆき | 高知県代表・廣瀬なつき |

以降はほぼ毎週行天が出演していた。
なお、高知県代表の廣瀬なつきが2018年3月4日のAKB48卒業後は、新たに高知県代表となった立仙愛理が2021年2月28日のAKB48卒業まで出演していた。